# Ромулус Бербулеску
Ромулус Бербулеску (рум. Romulus Bărbulescu, 27 жовтня 1925, Сулина — 9 лютого 2010, Бухарест) — румунський письменник-фантаст, драматург, кіносценарист та актор. Більшість літературних творів та сценаріїв написав у співавторстві з Джордже Ананія.

## Біографія
Ромулус Бербулеску народився в Сулині. До 1943 року він навчався у ліцеї імені Васіле Александрі в Галаці, після чого на кілька років залишив навчання, та змінив за цей час кілька професій. Зокрема, Бербулеску працював чорноробом, вантажником у порту, шахтарем, а також будівельником на залізниці. У 1950 році вступив до Інституту театрального та кінематографічного мистецтва, після закінчення якого працював актором у бухарестському театрі ревю і комедії імені Йона Василеску. У 1965—1975 роках Бербулеску працював на національному радіо, де писав сценарії радіоп'єс. Одночасно Ромулус Бербулеску знімався у низці румунських художніх фільмів. Також він під псевдонімом Ана Барбара Ребеге опублікував низку дописів на теми науково-фантастичної літератури у бухарестському видавництві, яке спеціалізувалось на виданні науково-фантастичних творів.
Ромулус Бербулеску розпочав літературні спроби ще в 1942 році, коли уперше опубліковано його сатиричні вірші. Пізніше він писав короткі сценки, які ставились у театрах кількох румунських міст. У 1962 році Ромулусом Бербулеску звертається до жанру фантастики, коли він у співавторстві з Джордже Ананія опублікував роман «Водяне сузір'я» (рум. Constelatia din ape) у серії книг «Colectia Povestiri Stiitifico Fantastice». У подальшому більшість своїх творів Бербулеску написав у співавторстві з Ананія. У 1965 році письменники опублікували роман «Доандо» (рум. Doando), а в 1967 році роман «Статуя змії» (рум. Statuia sarpelui). У 1969 році Ананія і Бербулеску створюють сценарій до фільму «Планета голубих тіней», який у 1993 році переробляють у однойменний роман (рум. Planeta fantomelor albastre), також у 1969 році вони видають роман «Ферма кам'яних людей» (рум. Ferma oamenilor de piatră). У 1973 році письменники опублікували роман «Паралель-загадка» (рум. Paralela-enigmă), а в 1977 році роман «Лагідна змія нескінченності» (рум. Şarpele blând al infinitului). Після падіння комуністичного режиму Ананія і Бербулеску розпочали трилогію про роботів, перший з романів якої «Яким маленьким може бути пекло?» (рум. Cât de mic poate fi infernul?) вийшов у 1992 році, а третій роман «Боротьба з ангелом» (рум. Lupta cu îngerul) вийшов у 2006 році, та став останнім спільним твором письменників. Разом вони також написали близького 20 сценаріїв для радіоп'єс. Самостійно Ромулус Бербулеску видав у 1968 році повість «Сімбамуєнні» (рум. Simbamuenni), у 1983 році роман «Катарсис» (рум. Catharsis) науково-фантастичний роман «Де тече тиша?» (рум. Încotro curge liniștea?), а також біографічний твір про Абеля Тасмана «Золоті та срібні острови».
Помер Ромулус Бербулеску 9 лютого 2010 року в Бухаресті.

## Премії та нагороди
У 1990 Ромулус Бербулеску разом із Джордже Ананія отримали премію Єврокону як кращі письменники-фантасти.

## Вибрана бібліографія

### У співавторстві з Джордже Ананія
- 1962 — Водяне сузір'я (рум. Constelatia din ape)
- 1965 — Доандо (рум. Doando)
- 1967 — Статуя змії (рум. Statuia sarpelui)
- 1969 — Ферма кам'яних людей (рум. Ferma oamenilor de piatră)
- 1973 — Паралель-загадка (рум. Paralela-enigmă)
- 1977 — Лагідна змія нескінченності (рум. Şarpele blând al infinitului)
- 1992 — Яким маленьким може бути пекло? (рум. Cât de mic poate fi infernul?)
- 1993 — Планета голубих тіней (рум. Planeta fantomelor albastre)
- 2006 — Боротьба з ангелом (рум. Lupta cu îngerul)

### Власні твори
- 1968 — Сімбамуєнні (рум. Simbamuenni)
- 1969 — Золоті та срібні острови (рум. Insulele de aur și argint)
- 1983 — Катарсис (рум. Catharsis)
- 1991 —Куди тече тиша? (рум. Încotro curge liniștea?)